# Chondrometra crosnieri
Chondrometra crosnieri is een haarster uit de familie Charitometridae.
De wetenschappelijke naam van de soort werd in 1981 gepubliceerd door Marshall & Rowe.